# Drewniak brunatny

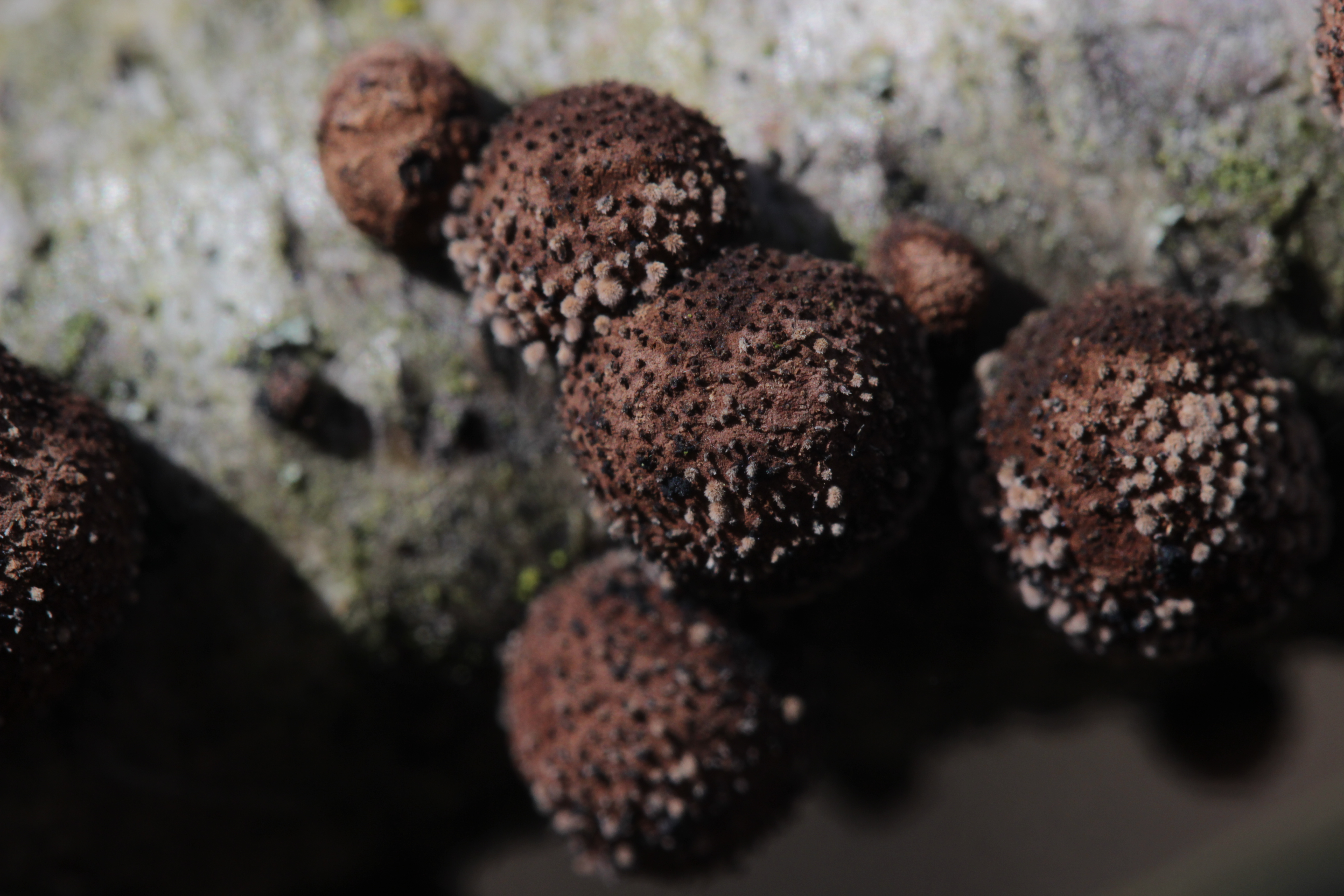
Podkładki z perytecjami

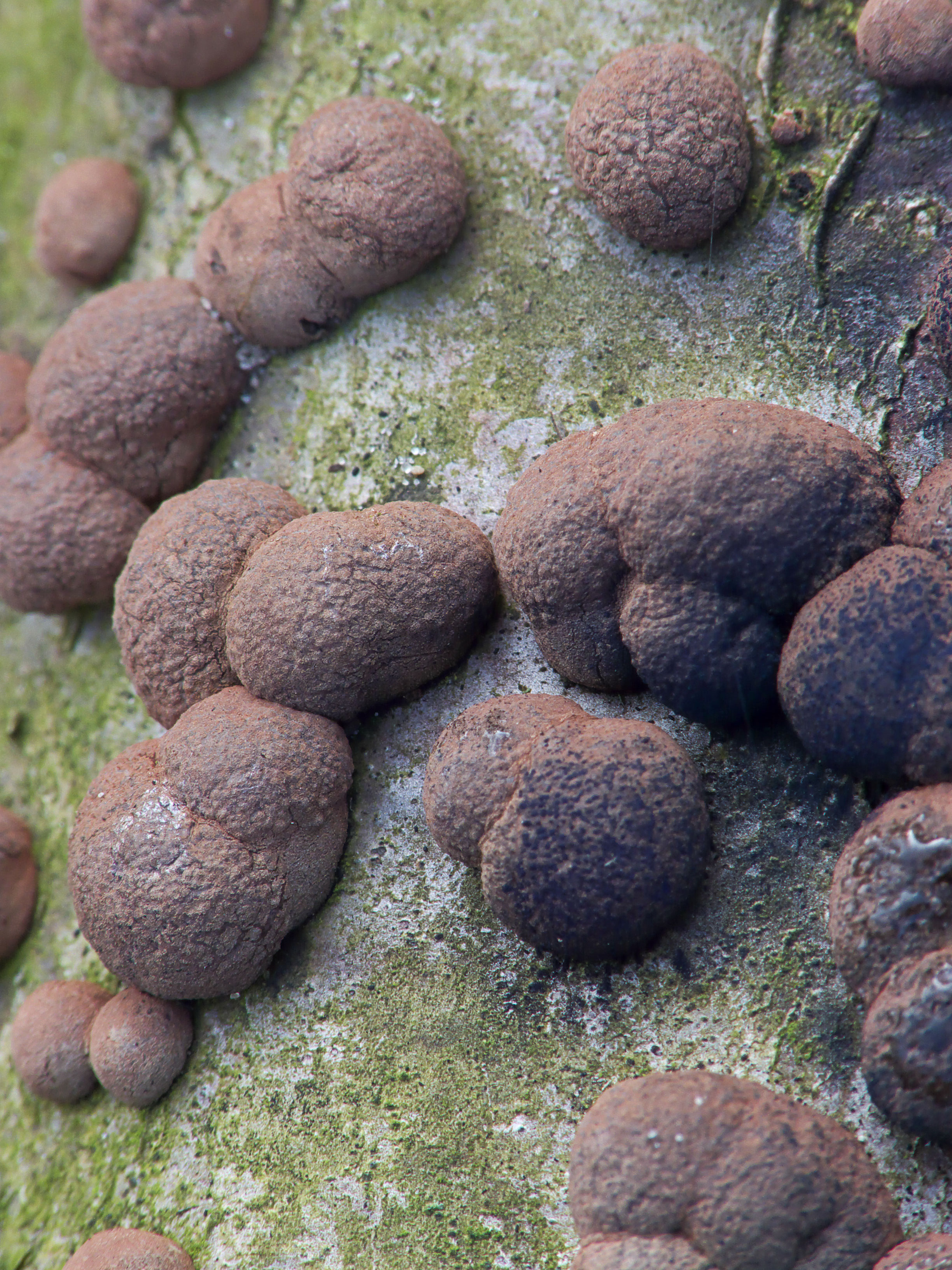

Drewniak brunatny (Hypoxylon fuscum (Pers.) Fr.) – gatunek grzybów z rzędu próchnilcowców (Xylariales).

## Systematyka i nazewnictwo
Pozycja w klasyfikacji według Index Fungorum: Hypoxylon, Hypoxylaceae, Xylariales, Xylariomycetidae, Sordariomycetes, Pezizomycotina, Ascomycota, Fungi.
Po raz pierwszy takson ten zdiagnozował w 1794 r. Christiaan Hendrik Persoon nadając mu nazwę Sphaeria fusca. Obecną, uznaną przez Index Fungorum nazwę nadał mu w 1849 r. Elias Fries, przenosząc go do rodzaju Hypoxylon.
Ma 30 synonimów. Niektóre z nich:
- Hypoxylon bicoloratum P.M.D. Martin 1967
- Hypoxylon bicoloratum P.M.D. Martin 1976
- Hypoxylon oregonense G. Kauffm. 1930
- Hypoxylon pruinatoides G. Kauffm. 1930

## Morfologia
Anamorfa
Tworzy aksamitne kolonie o barwie od płowej do miodowej. Pojawiają się w początkowej fazie rozwoju podkładek, rzadziej na starych podkładkach. Komórki konidiotwórcze 20–25 × 2–2,5 µm, szkliste, gładkie. Konidia elipsoidalne, szkliste, gładkie, nieamyloidalne, o wymiarach 3,5–5,5 × 2–3,5 µm.
Teleomorfa
Podkładka kulista lub poduszeczkowata, nieco spłaszczona, twarda, zdrewniała i krucha. Średnica od 2 do 5 mm i wysokość od 0,5 do 2 mm. Często sąsiednie podkładki zrastają się ze sobą tworząc duże skupiska osiągające średnicę do 6 cm. Powierzchnia guzkowata, początkowo brązowa, potem szarobrązowa i brunatna. W miejscu zacienionym początkowo podkładki bywają purpurowe. Powierzchnia jest matowa i pod wpływem dotykania ulega ścieraniu.
Na podkładce wyrastają czarne perytecja o średnicy 200–380 × 250-400 (–600) µm, o kształcie od kulistego do odwrotnie jajowatego. Ostiole niższe niż powierzchnia podkładki, czasami na dojrzałych podkładkach otoczone pierścieniem z białej krystalicznej substancji o średnicy 40–60 µm. Wewnątrz perytecjów liczne, nierozgałęzione wstawki. Worki 8–zarodnikowe o długości całkowitej 105–170 µm i średnicy 7–10 (–13) µm. Część, w której wytwarzane są zarodniki ma długość 65–108 µm. Strzępki o długości 35–90 µm, dość grubościenne, wierzchołkowy aparat apikalny tarczowaty o wysokości 0,8–1,5 µm i średnicy 2,8–3,5 µm, w jodzie barwiący się na niebiesko. Askospory w worku w jednym szeregu, rzadko w dwóch. Mają wymiary 11–16 × 5–8 µm, są elipsoidalnie nierównoboczne z wąsko zaokrąglonymi końcami, brązowe do ciemnobrązowych, z lekko esowatą porą rostkową, gładkie, bez galaretowatej otoczki i bez wyrostków.

## Występowanie
Gatunek na półkuli północnej szeroko rozprzestrzeniony. Podano jego stanowiska także w Ameryce Południowej, na wyspach Oceanu Indyjskiego, w Australii i na Nowej Zelandii. W Polsce jest pospolity.
Saprotrof. Występuje na opadłych gałązkach, gałęziach i pniach drzew, także na martwych gałęziach żywych drzew. Rozwija się przez cały rok, ale zarodniki wytwarza głównie jesienią i wiosną. Występuje najczęściej na drewnie leszczyny i olchy.

## Gatunki podobne
- drewniak szkarłatny (Hypyxylon fragiforme) występuje głównie na bukach[4]
- drewniak pierzasty (Hypoxylon howeanum). Charakteryzuje się półkulistymi podkładkami o rdzawej barwie, perytecjami z czarnymi ostiolami, białymi grudkami na powierzchni, małymi zarodnikami oraz ochrowej barwy anamorfą z promieniście rozchodzącymi się powrózkami grzybni[7].